# 이스트엔드오브런던

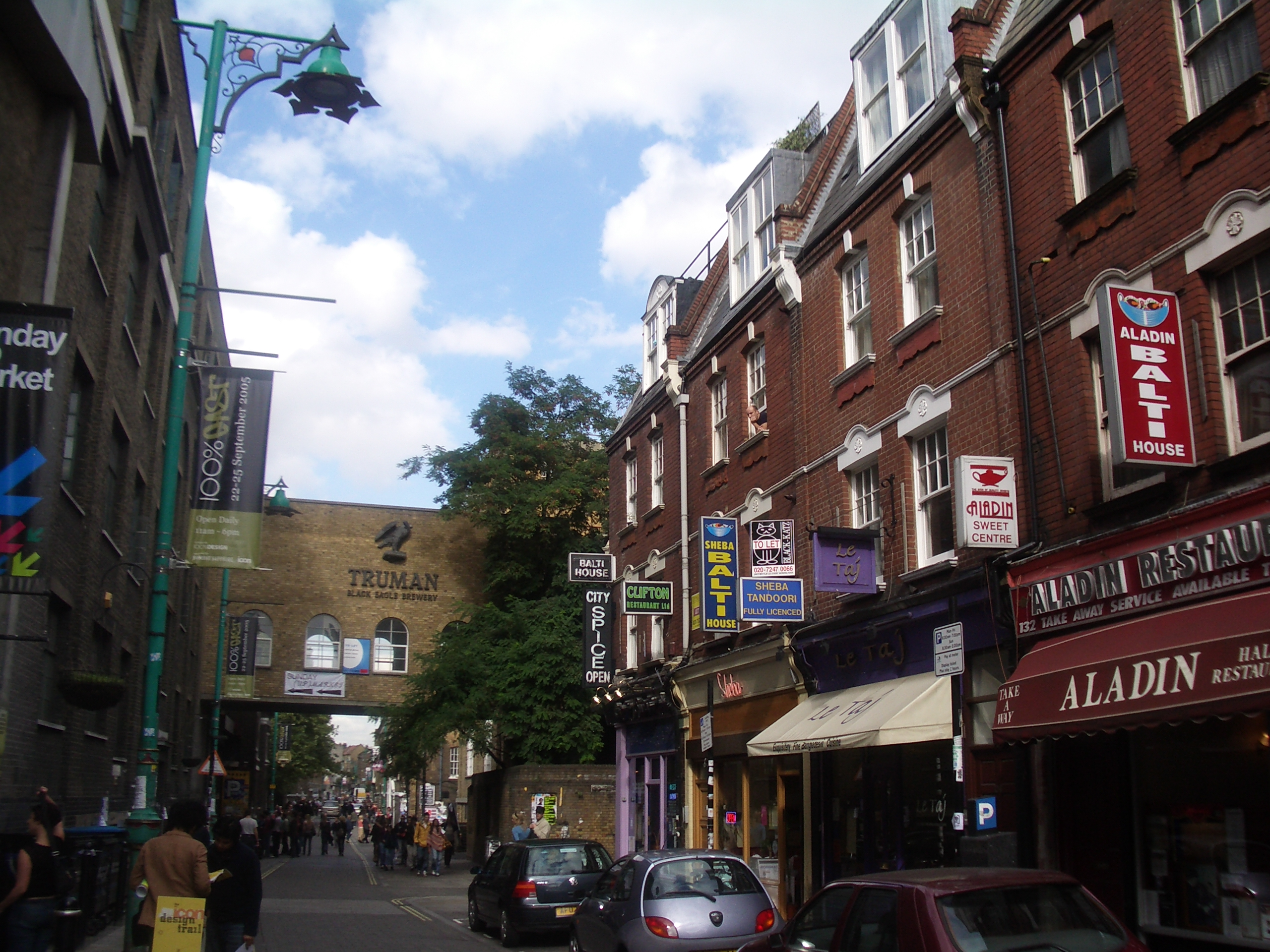
브릭레인 (2005년)

이스트엔드오브런던(East End of London) 또는 이스트엔드는 잉글랜드의 런던에서 시티 오브 런던의 중세 장벽 동쪽과 템즈 강의 북쪽 지역을 가리킨다. 그러나 공식적인 지역 경계는 존재하지 않는다. 웨스트엔드에 대한 변두리이며, 한때 잭 더 리퍼의 현장이 된 곳이다.

## 같이 보기
- 웨스트엔드오브런던
- 이스트엔더스